# Oscar Nussio
Oscar Nussio (Ardez, 31 luglio 1899 – Greifensee, 15 maggio 1976) è stato un pittore svizzero.

## Biografia
Dopo aver trascorso la sua giovinezza nel villaggio montano grigionese di Ardez, Oscar Nussio studiò all'Accademia d'arte di Brera a Milano. Visse e lavorò a Sur En, una frazione della Bassa Engadina, fino al 1936. Suo fratello minore Otmar fu un noto direttore d'orchestra e compositore. Dopo un lungo viaggio di studio ad Amsterdam, visse per tre anni a Herrliberg e poi a Greifensee, dove morì.

## Opere
Oltre a ritratti e paesaggi, il suo lavoro comprende anche caricature, che sono state pubblicate come illustrazioni per vari articoli.
Alcune delle sue opere, risultano essere di proprietà di istituzioni pubbliche elvetiche:
- Alla fontana (1930, olio), Canton Zurigo
- Bildnis von Bundesrat Calonder (1931, olio), Rätisches Museum, Coira
- Maloja (1938 c., olio), Confederazione Svizzera

Ancora oggi i suoi quadri vengono venduti dalle principali case d'aste internazionali, con prezzi che superano le decine di migliaia di franchi svizzeri.